# Ivone Ramos
Ivone Aida Lopes Rodrigues Fernandes Ramos (Santa Catarina, 7 de setembro de 1926 - Mindelo, 3 de março de 2018) foi uma escritora Cabo-verdiana.

## Biografia
Nasceu na ilha de Santiago, a maior do arquipélago. Filha de Armando Napoleão Rodrigues Fernandes, que publicou o primeiro dicionário de língua
crioula-portuguesa em Cabo Verde, pertence a uma família de grandes figuras literárias, incluindo o tio José Lopes da
Silva (poeta), os primos António Aurélio Gonçalves (escritor) e Baltazar Lopes da Silva (escritor e poeta), a irmã Orlanda Amarílis Lopes Rodrigues Fernandes Ferreira (escritora), o cunhado Manuel Ferreira (escritor e investigador), e o filho Carlos Filipe Gonçalves (investigador).
Depois regressou a Assomada onde passou seis anos.
Desde criança gostava de leitura. Lia de tudo: romances policiais, de amor, espionagem, medieval passando para livros de história e outros que o pai tinha na biblioteca da casa onde vivia. Dessa forma cresceu instruída e a par dos problemas locais e mundiais.
Já menina, foi para S. Vicente morar na casa da tia, onde encontrou o primo António Aurélio Gonçalves, que a incentivou a escrever livros de histórias folclóricas de Cabo Verde, devido ao facto de saber e gostar de contá-las. Estas histórias haviam sido contadas a ela pelos vizinhos, empregadas da casa, ou pelos mais velhos, em Santa Catarina e em São Nicolau, no quintal ou na porta da casa, com o céu estrelado e os meninos sentados ao pé do contador de histórias. Eram contos de feiticeiras, de pessoas com poderes extraordinários, ou em que o herói empreendeu numa missão cheia de perigos. Ela nunca ligou nem se preocupou com os alvitres do primo... Só muito, muito mais tarde, estas histórias e vivências seriam a inspiração para mais tarde ela escrever uma série de livros. Primeiro o livro de contos " Vidas Vividas" (1990). Seguiram-se "Futcera ta cendê na Rotcha" (2000) e "Exilada" (2005). Em 2009 publicou um livro de contos infantis intitulado “Mam Bia tita conta estória na criol” (Mãe Bia está a contar histórias em crioulo).   
Modista/costureira, fazia roupas de senhora por medida e tinha um lado artístico expresso através de peças de artesanato, e confecção de e peças tradicionais, como colchas de retalhos, bolsos dos vendedores no mercado, bordados, bonecas de pano e mil e um artigos de decoração.

## Obras
- Vidas Vividas (1990)
- Futcera ta cendê na Rotcha (2000)
- A Exilada (2005)
- Mambia tita contá história na criol (Children's Story Book, 2009) [3][4]
- Capotóna (Crioulo de São Vicente) obrigado en livro Futcera ta cendê na Rotcha